# Celtic Frost
Celtic Frost war eine Schweizer Metal-Band, die 1984 gegründet wurde. Im Jahr 1993 löste sich die Gruppe auf und vereinigte sich im Jahr 2006 wieder, bevor sie sich 2008 erneut auflöste. Die Musik der Band hatte grossen Einfluss auf zahlreiche Metal-Bands der 1980er und 1990er Jahre.

## Bandgeschichte
Celtic Frost wurde 1984 von Tom G. Warrior (Thomas Gabriel Fischer), Martin Eric Ain (Martin Stricker) und Stephen Priestly nach der Auflösung von Hellhammer gegründet und brachte die Mini-LP Morbid Tales bei dem deutschen Label Noise Records heraus, bei dem Hellhammer unterschrieben hatte; diese entpuppte sich als Erfolg. Daraufhin tourte die Band durch Deutschland und Österreich. 1985 erschien dann die Mini-LP Emperor’s Return, die mit Circle of the Tyrants auch ihren ersten Hit enthielt.
Für ihr erstes volles Album To Mega Therion, das noch im selben Jahr erschien, konnte die Band für die Cover-Gestaltung HR Giger gewinnen und knüpfte an den Erfolg der ersten Mini-LPs an. Das Lied Circle of the Tyrants wurde hierauf nochmals in einer neuen Version veröffentlicht. Der Albentitel bezieht sich auf den Antichrist aus der Offenbarung des Johannes.
Das zweite Album Into the Pandemonium erschien 1987 und sollte einen immensen Einfluss auf die Entwicklung des europäischen Metal erreichen. Zu dem Thrash Metal traten Elemente des Gothic Rock und Dark Wave.
Während einer folgenden Tournee durch die USA spitzten sich finanzielle Probleme und persönliche Spannungen der Mitglieder in der kompletten Auflösung von Celtic Frost zu. Sechs Monate später entschied sich Tom G. Warrior zu einer Wiederaufnahme der Arbeiten, zusammen mit Stephen Priestly, Oliver Amberg und Curt Victor Bryant. Trotz seiner Entscheidung legte er anscheinend weniger Interesse in die Aufnahmen, und überliess die Arbeiten an Cold Lake Amberg und dem Produzenten Tony Platt. Stilistisch entfernte sich die Band stark von ihren Thrash-Metal-Wurzeln und tendierte in Richtung Heavy Metal und Glam Metal. Das Album hatte weder Erfolg im Mainstream noch in der Metal-Szene, sondern führte stattdessen zu Ausverkaufsvorwürfen.
Auf dem folgenden Album Vanity/Nemesis von 1990, auf dem sich die Band wieder deutlich härter präsentierte, kehrte Martin Eric Ain (Slayed Necros; bürgerlich Martin Stricker) zur Band zurück. Von Kritikern gelobt, konnte die Band ihren Ruf jedoch nicht wiederherstellen. 1992 erschien noch die Retrospektive Parched With Thirst Am I and Dying, die neben bekannten Titeln und bis dahin unveröffentlichten Liedern auch zwei neue Stücke enthielt, die einen Vorgeschmack auf das folgende Album geben sollten. Dieses Album mit dem Arbeitstitel Under Apollyon’s Sun wurde allerdings nicht mehr realisiert, da die Gruppe sich erneut auflöste.
In den Jahren 1999/2000 kamen die Gründungsmitglieder der Band wieder zusammen, um an der Wiederveröffentlichung der frühen Alben zu arbeiten. Dabei stellte sich heraus, dass sowohl Fischer als auch Stricker an einer Wiederbelebung von Celtic Frost interessiert waren, so dass sich die Gruppe reformierte und die Arbeit an einem neuen Album in Angriff nahm. Ergebnis war das Album Monotheist, an dem die Band mehr als vier Jahre lang gearbeitet hatte und das 2006 veröffentlicht wurde (Plattenfirma: Century Media, Verlag der neuen Celtic-Frost-Stücke: Edition Diktatur des Kapitals/Budde Musikverlag, Berlin). Von Juni 2006 bis Mai 2007 ging die Band auf eine umfangreiche Welttournee, davon alleine 71 Konzerte in den Vereinigten Staaten als Headliner und als Special Guest von Type O Negative. Nach den Auftritten beim Wacken Open Air und With Full Force-Festival 2006 gastierte Celtic Frost im März und April 2007 wieder in Deutschland.
Am 9. April 2008 gab Tom Gabriel Fischer überraschend seinen Ausstieg bei Celtic Frost bekannt. Laut der offiziellen Homepage und seinem Blog verließ er die Band «wegen unüberwindbarer ernsthafter Verschleisserscheinungen auf persönlicher Ebene». Die verbliebenen Bandmitglieder sagten daraufhin alle anstehenden Konzerte für 2008 ab (darunter auch den geplanten Auftritt zum zehnten Geburtstag des Giger-Museums in Château St. Germain in der Schweiz). Am 9. September 2008 verkündeten Fischer und Ain in einer gemeinsamen Erklärung auf der Homepage der Band die endgültige Auflösung von Celtic Frost.
Inzwischen widmet sich Tom Gabriel Fischer zusammen mit dem Gitarristen von Dark Fortress und Tourgitarristen von Celtic Frost, V Santura, dem ehemaligen Schlagzeuger von Fear My Thoughts, Norman Lonhard, sowie Vanja Slajh als Bassistin, komplett seiner neuen Band Triptykon, die schon vor Fischers Ausstieg bei Celtic Frost als Seitenprojekt gegründet wurde. Das Debüt-Album Eparistera Daimones, an dem Tom Gabriel Fischer und V Santura über zwei Jahre gearbeitet haben und das auch Material enthält, welches ursprünglich für einen Nachfolger von Monotheist aufgenommen werden sollte, erschien am 19. März 2010.
Martin Eric Ain starb im Oktober 2017 nach einem Herzinfarkt. Posthum wurde ihm im Februar 2018 ein Tribute Award der Swiss Music Awards verliehen, um sein Schaffen zu ehren. Tom Gabriel Fischer wurde angefragt, bei der Übergabe der Auszeichnung die Laudatio zu halten. Nach eigenen Angaben lehnte er ab, da ihm missfiel, dass sein ehemaliger Bandkollege nach dem Tod plötzlich geehrt werden sollte, nachdem Celtic Frost von der Schweizer Musikszene jahrzehntelang kaum ernst genommen worden sei.

## Stil
Die Musik des Vorgängers Hellhammer war stark von Venom beeinflusst. Tom Warrior sagte später über diese Phase, dass die Musiker noch nicht gut genug gewesen seien, etwas eigenes zu erschaffen. Von den Gitarrenriffs über die Namen der Lieder bis hin zu den Pseudonymen sei alles eine «miese Fotokopie» von Venom gewesen. Der Band wurde vorgeworfen, kein Talent zu besitzen, zugleich waren die Musiker mit der Entwicklung der Szene nicht einverstanden, insbesondere damit, dass sich Mainstream-Bands wie Mötley Crüe mit ihrem 1983er Album Shout at the Devil eines Images bedienten, das nicht zu deren Musik passte. Die Musiker gründeten stattdessen Celtic Frost, um damit einen musikalischen Neuanfang zu wagen. Die Band S.O.D. fand den Namen so lächerlich, dass sie sich extrem lustig machten (Celtic Frosted Flakes auf dem 2. Album).
Dieser manifestierte sich in der 1984 erschienenen EP Morbid Tales, die dem Thrash Metal zuzuordnen ist und bis heute als richtungsweisend für die Genres Death Metal und Black Metal gilt, wobei einer der wichtigsten Punkte der Band von Anfang an die Kritik am Black Metal war und sie nichts mit der Szene zu tun haben wollte. Charakteristisch für den Stil der Band waren einfache und eingängige Liedstrukturen, die nicht mehr nur in hoher Geschwindigkeit gehalten waren, sondern auch im mittleren Tempobereich angesiedelt waren. Die tiefer gestimmten Gitarren, das Growling und die kurzen «Ugh!»-Rufe von Sänger Tom Fischer in Kombination mit der Doublebass waren neue Stilelemente, die bis dahin so noch von keiner Band veröffentlicht worden waren. Damit galten sie als Vorreiter einer innovativen neuen Strömung innerhalb des Metal.
Verglichen zu Morbid Tales war To Mega Therion (1985) langsamer und strukturierter und stellte damit das Bindeglied zum 1987 erschienen Klassiker Into the Pandemonium dar. Die Musik dieses Albums wird von Wolf-Rüdiger Mühlmann als Dark Metal klassifiziert und verbindet düsteren Klang mit avantgardistischen Elementen. Es wird gleichermassen als Referenzwerk für den Black Metal als auch den Death Metal angesehen, ohne jedoch einem der beiden Genres eindeutig zuzuordnen zu sein.
Das 1988 erschienene Album Cold Lake stellte eine vollständige Abkehr vom bis dahin gespielten extremen Metal dar. Das Album bot traditionellen Heavy Metal mit Glam-Metal-Einflüssen von Bands wie Mötley Crüe, die Musiker traten mit haarspray-gestylten Frisuren auf und posierten auf Fotos «sexlüstern und mit offenem Hosenstall». Aufgrund der enttäuschten Reaktionen von Fans und Kritikern und möglicherweise auch wegen des erhofften aber nicht eingetretenen kommerziellen Erfolgs änderte die Band ihre stilistische Ausrichtung erneut. Hinzu kam die Reaktivierung der Besetzung, in der die Band bis 1987 aktiv war.
Das 1990 erschienene Vanity/Nemesis wird als das bis dahin reifste Werk der Band angesehen, das Thrash Metal mit durchdachten Arrangements kombinierte. Aufgrund der düsteren Grundstimmung der Lieder wird dem Album weiterhin Einfluss auf den europäischen Doom Metal von Bands wie My Dying Bride oder Cathedral und auf den später von Bands wie Paradise Lost gespielten Gothic Metal zugesprochen.

## Diskografie

### Studioalben
- 1985: To Mega Therion (Wiederveröffentlichung 1999)
- 1987: Into the Pandemonium (Wiederveröffentlichung 1999)
- 1988: Cold Lake
- 1990: Vanity/Nemesis (Wiederveröffentlichung 1999)
- 2006: Monotheist

### Kompilationen
- 1992: 1984–1992: Parched with Thirst Am I and Dying (Best-of-Album; Wiederveröffentlichung 1999)
- 2003: Are You Morbid? The Best of Celtic Frost (Best-of-Album)
- 2022: Danse Macabre (Boxset)

### Singles und EPs
- 1984: Morbid Tales (Mini-LP, Wiederveröffentlichung 1999 mit Emperor’s Return)
- 1985: Emperor’s Return (Mini-LP)
- 1986: Tragic Serenades (12″-EP)
- 1987: I Won’t Dance (12″-EP)
- 1987: The Collector’s (einseitige 12″-Single)
- 1990: Celtic Frost Promotional 12″ EP (12″-EP)
- 1990: Wine in My Hand (Third from the Sun) (12″-EP)